# Mort et funérailles d'Hassan II
 (mars 2025).
La mise en forme du texte ne suit pas les recommandations de Wikipédia : il faut le « wikifier ».
Les points d'amélioration suivants sont les cas les plus fréquents. Le détail des points à revoir est peut-être précisé sur la page de discussion.
- Les titres sont pré-formatés par le logiciel. Ils ne sont ni en capitales, ni en gras.
- Le texte ne doit pas être écrit en capitales (les noms de famille non plus), ni en gras, ni en italique, ni en « petit »…
- Le gras n'est utilisé que pour surligner le titre de l'article dans l'introduction, une seule fois.
- L'italique est rarement utilisé : mots en langue étrangère, titres d'œuvres, noms de bateaux, etc.
- Les citations ne sont pas en italique mais en corps de texte normal. Elles sont entourées par des guillemets français : « et ».
- Les listes à puces sont à éviter, des paragraphes rédigés étant largement préférés. Les tableaux sont à réserver à la présentation de données structurées (résultats, etc.).
- Les appels de note de bas de page (petits chiffres en exposant, introduits par l'outil «  Source ») sont à placer entre la fin de phrase et le point final[comme ça].
- Les liens internes (vers d'autres articles de Wikipédia) sont à choisir avec parcimonie. Créez des liens vers des articles approfondissant le sujet. Les termes génériques sans rapport avec le sujet sont à éviter, ainsi que les répétitions de liens vers un même terme.
- Les liens externes sont à placer uniquement dans une section « Liens externes », à la fin de l'article. Ces liens sont à choisir avec parcimonie suivant les règles définies. Si un lien sert de source à l'article, son insertion dans le texte est à faire par les notes de bas de page.
- La présentation des références doit suivre les conventions bibliographiques. Il est recommandé d'utiliser les modèles {{Ouvrage}}, {{Chapitre}}, {{Article}}, {{Lien web}} et/ou {{Bibliographie}}. Le mode d'édition visuel peut mettre en forme automatiquement les références.
- Insérer une infobox (cadre d'informations à droite) n'est pas obligatoire pour parachever la mise en page.

Pour une aide détaillée, merci de consulter Aide:Wikification.
Si vous pensez que ces points ont été résolus, vous pouvez retirer ce bandeau et améliorer la mise en forme d'un autre article.
La mort d'Hassan II, roi du Maroc depuis 1961, survient le 23 juillet 1999 au CHU Ibn Sina à Rabat, deux semaines après ses 70 ans, des suites d'une maladie cardiaque. Hassan II est enterré le 25 juillet 1999 au mausolée Mohammed-V à l'issue d'une prière funéraire. Son décès suscite un deuil national au Maroc, où il est remplacé par son fils aîné Mohammed VI.

## Contexte
En 1995, lors d’une visite à New York aux États-Unis, Hassan II souffre d'une maladie respiratoire et est hospitalisé en urgence. Ses médecins lui ont alors conseillé d’arrêter de fumer. Le roi insiste notamment de ne pas aller se faire soigner hors du Maroc, à la différence de Hussein de Jordanie, qui se fait hospitaliser plusieurs fois aux États-Unis lors de ses derniers ans. En avril 1999, trois mois avant sa mort, il déclare : « Je ne suis pas comme lui. [...] Je n’irai pas en avion de capitale en capitale, d’hôpital en hôpital, Hassan n’est pas Hussein »,,,.
Le roi fête ses 70 ans le 9 juillet 1999, avant d'effectuer une visite à Paris cinq jours plus tard pour assister au défilé militaire annuel, à cette occasion ouvert par la Garde royale marocaine, en tant qu'invité d’honneur. Il s’agit de sa dernière visite à l’étranger. Le 20 juillet, il reçoit les présidents Omar Bongo et Denis Sassou-Nguesso au Palais royal de Rabat, puis le président yéménite Ali Abdallah Saleh au lendemain,. À l'époque, son aspect fatigué suscite quelque inquiétude,.

## Dernières heures
Le 23 juillet 1999 à 3 h 50 (TU), ressentant un syndrome grippal, le roi téléphone à son oto-rhino-laryngologiste pour lui demander de passer le voir « vers huit heures »,. Dix minutes plus tard, il commence à ressentir un dérèglement de son rythme cardiaque, ce qui suscite son transport à la clinique du Palais royal vers 8 h,. Son état de santé n'étant pas encore préoccupant, il est ensuite placé en observation médicale et répond normalement au traitement,,.
Vers 12 h, le roi tombe dans le coma des suites d'un infarctus du myocarde, alors qu'il vient d'être transféré au CHU Ibn Sina,,. Son fils aîné, le prince héritier Sidi Mohammed, téléphone au Premier ministre Abderrahmane Youssoufi et à son cousin, le prince Moulay Hicham (se trouvant à Paris), pour communiquer l'état de santé déclinant de son père,.

## Mort
Le roi Hassan II est déclaré mort à 16 h 30,.
Le premier média à annoncer sa mort est l'Agence France-Presse, qui cite des sources proches du palais. Par la suite, les chaînes nationales de télévision et de radio interrompent leurs programmes pour diffuser le Coran,. À 20 h 40, le prince héritier Sidi Mohammed rend public le décès du roi dans une intervention télévisée. Plus tard dans la soirée, vers 22 h, il assiste à un conseil de famille rassemblé au Palais royal, qui lui proclame le roi Mohammed VI, son frère cadet lui remplaçant comme prince héritier. Cet événement, qui comprend une bay'a, est assisté par les conseillers royaux, les oulémas et les membres de la famille royale et du gouvernement,,,,.

## Funérailles
La prière funéraire d'Hassan II est fixée au 25 juillet 1999, reportée par un jour en vertu de l'assistance de plusieurs dignitaires étrangers. Le programme des funérailles est organisé par le gouvernement d'Abderrahmane Youssoufi,.
Vers 15 h, le cercueil d'Hassan II, qui repose auparavant dans la salle principale du Palais royal, est placé sur un semi-chenillé militaire avant d'être transféré dans une procession au mausolée Mohammed-V, lieu de sépulture de son père. Le roi Mohammed VI et le prince héritier Moulay Rachid dirigent le cortège, suivi par l'ensemble des dignitaires étrangers présents à la cérémonie,,. Après l'arrivée du cercueil, une congrégation près du mausolée exécute la prière Asr (3ème prière de la journée), suivie de la prière funéraire. Les dépouilles du roi sont ensuite inhumées au mausolée,.
Les funérailles sont diffusées en direct sur TVM et sur plusieurs chaînes étrangères. Environ 45 pays sont représentés, dont 36 qui envoient leurs chefs d'État ou de gouvernement.

## Réactions

### Réactions au Maroc
Le gouvernement marocain décrète une période de quarante jours de deuil national, les drapeaux étant mis en berne aux toutes les institutions publiques et semi-publiques et aux missions diplomatiques marocaines à l'étranger,,. Des centaines de milliers de Marocains bordent la route du cercueil royal au cours des funérailles, nécessitant un rassemblement de la majorité des 37 mille policiers du royaume à Rabat. La bourse et les services publics rouvrent deux jours après la mort d'Hassan II, malgré le deuil national qui poursuit. Le 2 septembre, le roi Mohammed VI annonce la fin de la période de deuil national.

### Réactions au Front Polisario
Le Front Polisario, engagé dans la guerre du Sahara occidental avec le Maroc entre 1975 et 1991, exprime qu'Hassan II « reste dans les mémoires pour avoir gouverné le territoire contesté avec une oppression impitoyable ». Son dirigeant, Mohamed Abdelaziz (aussi président de la République arabe sahraouie démocratique), adresse le roi Mohammed VI directement et qualifie la mort d'Hassan II d'« une nouvelle tragique qui nous a profondément affligé ».

### Réactions internationales
Plusieurs États arabes décrètent une période de deuil national à la suite du décès d'Hassan II.
- Algérie : Le président de la République, Abdelaziz Bouteflika, qualifie le roi d'une « source d'une grande tristesse pour moi personnellement et pour la majorité des Algériennes et des Algériens fiers du patrimoine commun entre l'Algérie et le Maroc »[35].
- Égypte : Le président de la République, Hosni Moubarak, exprime sa « profonde tristesse » à la perte d'un « frère, ami et compagnon d'armes »[35].
- États-Unis : Le président Bill Clinton exprime qu'Hassan II eut « de courage et d'une volonté d'épouser le changement »[31].
- France : Jacques Chirac, président de la République se trouvant au Nigeria pour une visite officielle, exprime ses condoléances aux Marocains, remémorant « un homme qui aimait notre pays et qui aimait les Français ». Le Premier ministre Lionel Jospin a quant à lui exprimé sa « solidarité » en son nom même et en celui du gouvernement, en qualifiant Hassan II d'un « homme de culture et de dialogue » ayant fait « le choix de la démocratie et du progrès »[36].
- Israël : L'ancien Premier ministre Shimon Peres exprime qu'Hassan II « avait beaucoup contribué » au processus de paix israélo-palestinien[37].
- Monaco : Le prince Rainier III et le prince héréditaire Albert expriment leurs condoléances au roi Mohammed VI[26].
- Palestine : Yasser Arafat, président de l'Autorité palestinienne, rend hommage aux politiques du roi « en faveur du peuple palestinien et de son droit d'établir un État indépendant avec Jérusalem pour capitale », avant d'annuler une réunion des dirigeants palestiniens à Gaza[35]. Le gouvernement palestinien décrète trois jours de deuil officiel[29].
- Royaume-Uni : La reine Élisabeth II exprime ses condoléances dans un message envoyé au roi Mohammed VI[21], tandis que le Premier ministre Tony Blair salue Hassan II pour « son dévouement et son courage »[33].
- Russie : Le président Boris Eltsine qualifie Hassan II de « dirigeant sage qui travailla sans relâche pour la paix »[33].
- Soudan : Le président Omar el-Bechir se remémore d'un « frère, ami et messager de paix entre les nations » et « symbole de modération dont tous recherchaient le soutien »[35].

Kofi Annan, secrétaire général des Nations unies, affirme que le roi défunt « fit du Maroc lui-même un pont de compréhension et de coopération entre l'Europe et l'Afrique, le Nord et le Sud, l'Est et l'Ouest ». Le 28 juillet 1999, l'Assemblée générale des Nations unies se réunit pour rendre hommage à Hassan II et pour observer une minute de silence.